# Leptonema furciligerum
Leptonema furciligerum là một loài Trichoptera trong họ Hydropsychidae. Chúng phân bố ở vùng Tân nhiệt đới.